# Israa Abdel Fattah
Esraa Abdel Fattah (tiếng Ả Rập Ai Cập: إسراء عبد الفتاح, IPA: [ʔesˈɾˤɑːʔ ʕæbdelfætˈtæːħ, ˈʔesɾˤɑ-]; còn được gọi là Facebook Girl); sinh năm 1978  là một nhà hoạt động và một blogger người Ai Cập.
Esraa làm quản trị viên nhân sự, khi cô đồng sáng lập Phong trào Thanh niên Sáu tháng tư Ai Cập vào năm 2008, một nhóm được thành lập để hỗ trợ các công nhân ở El-Mahalla El-Kubra, một thị trấn công nghiệp, người đã lên kế hoạch tấn công vào Sáu tháng Tư. Nhóm này dần trở thành một phong trào chính trị phổ biến.

## Bắt giữ
Cô đã bị lực lượng an ninh Ai Cập bắt giữ vào năm 2008. Cô đã thu hút sự chú ý của một số tờ báo Ai Cập thách thức chính sách kiểm duyệt của nhà nước này, biến cô thành một biểu tượng qua đêm cho sự phản kháng và kiên cường chống lại tham nhũng và bất công.
Sau hai tuần trong tù, cô được thả ra. Cô đã tuyên bố công khai ngắn gọn từ bỏ hoạt động chính trị của mình.

## Cuộc biểu tình năm 2011 của Ai Cập
Esraa Abdel Fattah đã xuất hiện trở lại một lần nữa trong các cuộc biểu tình trên toàn quốc vào tháng 1 năm 2011 tại Ai Cập, điều đó kêu gọi chấm dứt chế độ của Hosni Mubarak. Cô đã hoạt động tích cực trên internet, và cũng trên truyền hình, cập nhật Al Jazeera TV với những tin tức mới nhất liên quan đến phe đối lập.

## Hậu cách mạng

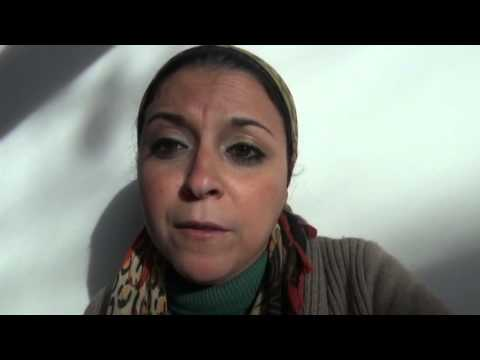
Israa (hoặc Esraa) Abdel Fattah vlogging

Khi các tòa nhà an ninh nhà nước bị tấn công vào đầu tháng 3 năm 2011, sau khi có dấu hiệu của các hồ sơ bị phá hủy, một hồ sơ của Isra'a đã được tìm thấy trong đó có mười trang tài liệu chi tiết ba năm nghe lén và email bị hack, bao gồm cả một số tập trung vào ly hôn của cô. "Cảm giác vi phạm là không thể diễn tả được", cô nói.
Tên của cô đã được đưa ra cho đề cử giải thưởng Nobel Hòa bình năm 2011.
Vào ngày 31 tháng 10 năm 2011, cô được mệnh danh là Người phụ nữ của năm bởi "Sự quyến rũ" 